# Graniczna Placówka Kontrolna Jakuszyce

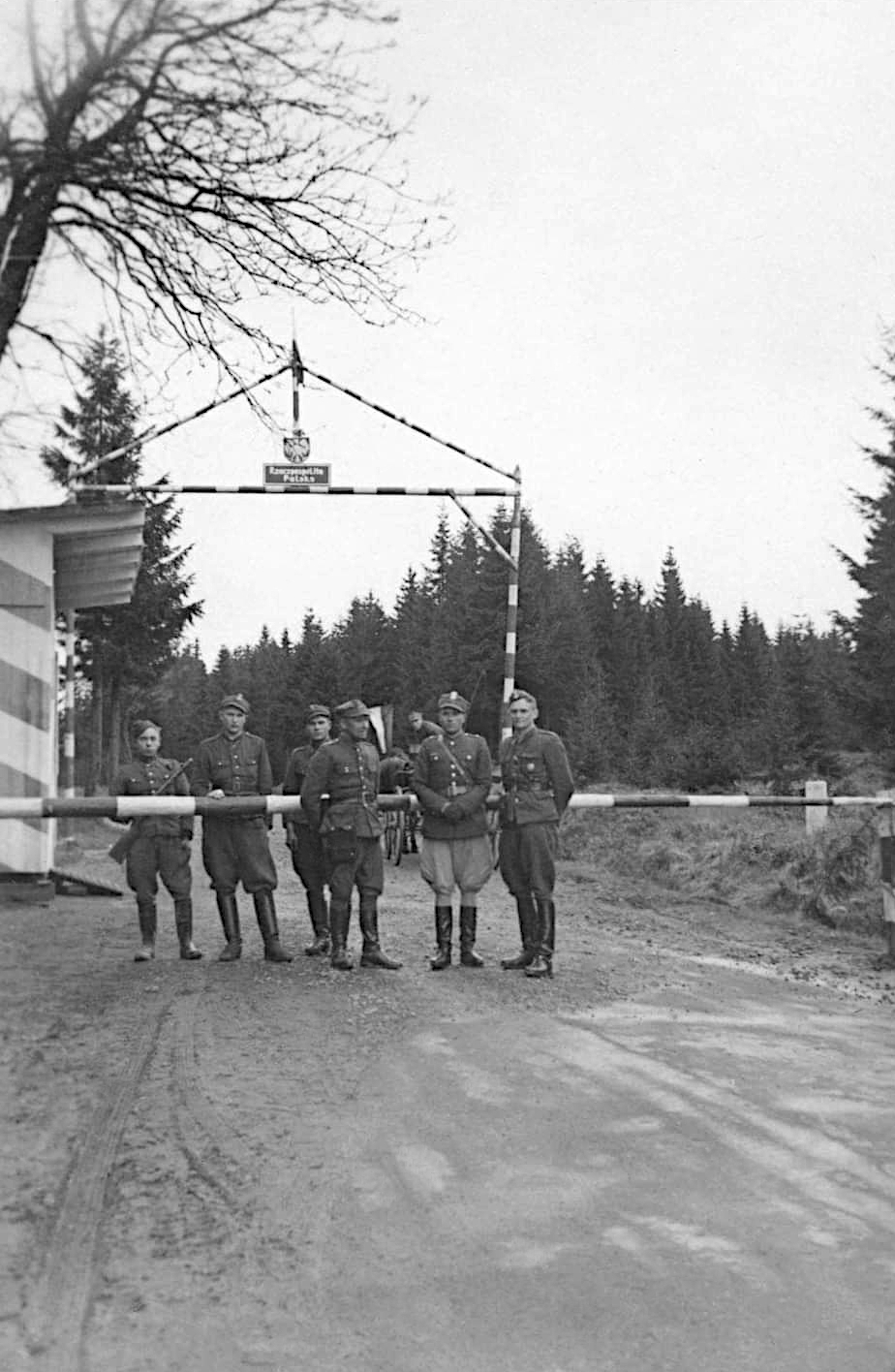
Granica polsko-czechosłowacka, PPK Jacobsthal – drogowy (1945–1946)

Graniczna Placówka Kontrolna Jakuszec/Jakuszyce – zlikwidowany pododdział Wojsk Ochrony Pogranicza wykonujący kontrolę graniczną osób, towarów i środków transportu bezpośrednio w przejściach granicznych na granicy z Czechosłowacją.

Graniczna Placówka Kontrolna Straży Granicznej w Jakuszycach – zlikwidowana graniczna jednostka organizacyjna Straży Granicznej wykonująca kontrolę graniczną osób, towarów i środków transportu bezpośrednio w przejściach granicznych na granicy z Czechosłowacją/Republiką Czeską.

## Formowanie i zmiany organizacyjne
W październiku 1945 Naczelny Dowódca Ludowego Wojska Polskiego nakazywał sformować na granicy państwowej 51 przejściowych punktów kontrolnych (PPK).
Przejściowy Punk Kontrolny Jacobsthal (PPK Jacobsthal) powstał w 1945 jako Drogowy Przejściowy Punkt Kontrolny – III kategorii o etacie nr 8/12 . Obsada PPK składała się z 10 żołnierzy i 1 pracownik cywilny. Siedzibą PPK były baraki wykonane z drewna przez żołnierzy 3 batalionu por. Bogdana Gintera, usytuowane bezpośrednio przy linii granicznej przy drodze, z prawej strony prowadzącej do Czechosłowacji. W późniejszym czasie, już przez żołnierzy WOP mjr. Antoniego Dorożyńskiego, zostały bardziej rozbudowane, ale nadal z drewna.
Rozformowany został jesienią 1946.
W tym samym czasie w Jakuszycach powstał też Przejściowy Punkt Kontrolny Jacobsthal (PPK Jacobsthal) – kolejowy III kategorii o etacie nr 8/12 . Obsada PPK składała się z 10 żołnierzy i 1 pracownik cywilny którego załoga wykonywała kontrolę graniczną osób, towarów i środków transportu bezpośrednio w kolejowym  przejściu granicznym Jakuszyce-Harrachov.
Rozformowany został jesienią 1946.
W 1948 w strukturach 6 Brygady Ochrony Pogranicza funkcjonowała Graniczna Placówka Kontrolna Jakuszec „drogowa” o numerze 59 , gdzie dowódca Strażnicy WOP Jakuszyce organizował służbę, a kontrolę dokumentów wykonywali przeszkoleni w tym kierunku żołnierze.
Rozkazem organizacyjnym dowódcy WOP nr 018 z 27.02.1964, 1 kwietnia 1964 utworzono GPK Jakuszyce (drogowa). Przybyło kilka baraków i placówka Urzędu Celnego.

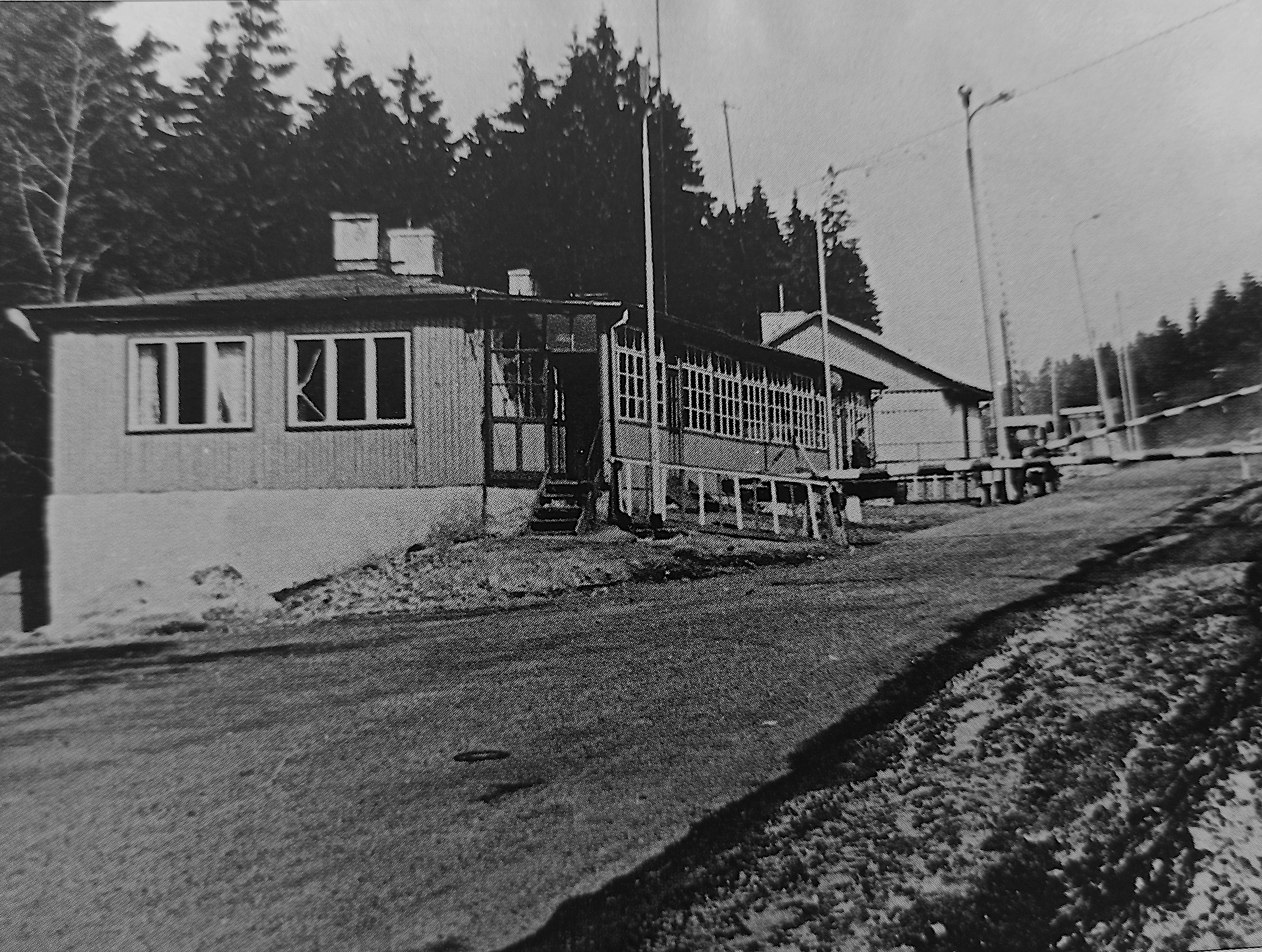
GPK Jakuszyce (1968)

1 lipca 1965 Wojska Ochrony Pogranicza podporządkowano Ministerstwu Obrony Narodowej, Dowództwo WOP przeformowano na Szefostwo WOP z podległością Głównemu Inspektoratowi Obrony Terytorialnej. Do Ministerstwa Spraw Wewnętrznych odeszła cała kontrola ruchu granicznego oraz ochrona GPK. Tym samym naruszono jednolity system ochrony granicy. GPK Jakuszyce weszła w podporządkowanie Wydziału Kontroli Ruchu Granicznego Komendy Wojewódzkiej Milicji Obywatelskiej, kontrolę graniczną wykonywali funkcjonariusze Milicji Obywatelskiej podlegli MSW.
1 października 1971 WOP został podporządkowany pod względem operacyjnym, a od 1 stycznia 1972 pod względem gospodarczym MSW. Do WOP powrócił cały pion kontroli ruchu granicznego wraz z przejściami. Przywrócono jednolity system ochrony granicy państwa. GPK Jakuszyce podlegało bezpośrednio pod sztab Łużyckiej Brygady WOP w Lubaniu.
W 1974, w porozumieniu z władzami czechosłowackimi, siedziba polskiej GPK, została przeniesiona do nowo wybudowanego przez stronę CSRS obiektu, spełniającego warunki GPK. Wykonawcą było Wrocławskie Przedsiębiorstwo Robót Budowlanych nr 2. Prace rozpoczęto w 1973, a zakończono w 1974.
Straż Graniczna:

15 maja 1991 po rozwiązaniu Wojsk Ochrony Pogranicza, 16 maja 1991 Graniczna Placówka Kontrolna Jakuszyce weszła w podporządkowanie Łużyckiego Oddziału Straży Granicznej w Lubaniu i przyjęła nazwę Graniczna Placówka Kontrolna Straży Granicznej w Jakuszycach (GPK SG w Jakuszycach).
W 2000 rozpoczęła się reorganizacja struktur Straży Granicznej związana z przygotowaniem Polski do wstąpienia do Unii Europejskiej i przystąpieniem do Traktatu z Schengen. Podczas restrukturyzacji wprowadzono kompleksową ochronę granicy już na najniższym szczeblu organizacyjnym tj. strażnica i graniczna placówka kontrolna. Wprowadzona całościowa ochrona granicy zniosła podział na graniczne jednostki organizacyjne ochraniające tylko tzw. „zieloną granicę” i prowadzące tylko kontrole ruchu granicznego. W wyniku tego, 2 stycznia 2003 przejęła wraz z obsadą etatową pod ochronę odcinek, po rozformowanej strażnicy SG w Jakuszycach.
Jako Graniczna Placówka Kontrolna Straży Granicznej w Jakuszycach funkcjonowała do 23 sierpnia 2005 i 24 sierpnia 2005 Ustawą z 22 kwietnia 2005 O zmianie ustawy o Straży Granicznej.... została przekształcona na placówkę Straży Granicznej w Jakuszycach (Placówka SG w Jakuszycach).

## Ochrona granicy
Pod koniec lat 80. XX w. na jednej zmianie był: kierownik zmiany, dwóch kontrolerów i technik szyfrant. Służba trwała od godz. 7 do 19, a kierownika zmiany do 20. Druga zmiana od godz. 19 do godz. 7 rano, a kierownika zmiany do godz. 8. Dziennie przekraczało kilka tysięcy osób. Wielu Polaków dojeżdżało codziennie do pracy po czeskiej stronie. Był też duży ruch tranzytowy ciężarowy do Szwecji, Jugosławii i Austrii.
Straż Graniczna:
Opis ochrony granicy z lat służby przez kpt. Janusza Perza w latach 90. XX w.:
[...] W latach 90. wróciłem do Jakuszyc, byłem komendantem przejścia... W pamięci utkwił mi znakomicie wyszkolony Rosjanin. Było tak: zauważyliśmy ślady na śniegu w pobliżu przejścia. Urywały się obok samochodu czeskiej straży granicznej. Nikt nie wiedział, gdzie ten człowiek mógł się podziać... Okazało się, że on wczołgał się pod ten samochód, przeczołgał się pod nim, a potem wskoczył w zaspę i przykrył się śniegiem. I tam – w tej zaspie – go znalazłem... Sprytnie to wymyślił. Okazało się, że jest Rosjaninem, dezerterem ze specnazu. Dwa takie przypadki pamiętam. Służba w Jakuszycach, gdy zaatakowała zima, bywała dla niektórych bardzo ciężka. Pamiętam jednego z kolegów, którzy na Starej Drodze Celnej był tak wyczerpany, że nie był w stanie wrócić o własnych siłach na przejście. Musieliśmy wysłać kogoś po niego.
W latach 90. Straż Graniczna miała poważny problem z przemytem ludzi do państw zachodnich. Trudniły się tym wyspecjalizowane gangi, przerzucające ludzi nawet z dalekich państw azjatyckich, np. z Pakistanu. Całe wioski składały się, by jedna osoba, kosztem 2500 tysiąca dolarów, została przemycona do lepszego świata. Główne szlaki przemytu ludzi prowadziły na granicę z Niemcami, ale jedna z odnóg prowadziła na Jakuszyce. Nie była często wykorzystywana ponieważ poszła „fama”, gdyż z Czech trudno było przedostać się dalej....
2 stycznia 2003 GPK SG w Jakuszycach przejęła pod ochronę po zlikwidowanej strażnicy SG w Jakuszycach, odcinek granicy państwowej.

### Podległe przejścia graniczne
- Jakuszyce-Harrachov – drogowe
- Jakuszyce-Harrachov – kolejowe (1. poł. lat 90.–14.01.1995)
- Polana Jakuszycka-Harrachov – turystyczne (od 02.01.2003)
- Orle-Jizerka – turystyczne (od 13.05.2005).

## Wydarzenia
- 1986 – po katastrofie w Czarnobylu z polecenia wyższych przełożonych została przeprowadzona tajna akcja przez lekarza batalionu granicznego WOP Szklarska Poręba tj. objechania domów kadry GPK i podania ich dzieciom otrzymanego z Wrocławia płynu Lugola, który miał blokować wchłanianie przez tarczycę jodu radioaktywnego[16].
- Lata 80. – późną jesienią ok. godz. 18 szyfrant otrzymał dalekopisem informację, że w Kamiennej Górze uprowadzono dwoje dzieci: dziewczynkę i chłopca. Jedno dziecko w wieku przedszkolnym, drugie ocierało się o pierwszą klasę szkoły podstawowej. Natychmiast kierownik zmiany poinformował kontrolerów o w/w zdarzeniu i wyczulił ich na zwracanie uwagi na pojazdy wyjeżdżające z Polski, szczególnie na miejsca gdzie można ukryć ludzi. Wiadomość ta nie była tajemnicą bo kierowca TIR-a korzystający z CB radia, zapytał kontrolerów czy wiedzą już o porwanych dzieciach. Kierownik zmiany poczynił dodatkowe ustalenia kontaktując się z GPK Lubawka, a następnie z dyżurnym tamtejszej milicji. Okazało się, że prawdopodobnie porwania dokonali rodzice jednego z rodziców (dziadkowie). O poczynionych ustaleniach zostali poinformowani przez kierownika zmiany kontrolerzy. Ok godz. 19–19.30 podjechał samochód na niemieckich numerach rejestracyjnych i zatrzymał się trochę za blisko czeskiej strefy kontrolowania, więc został poproszony o cofnięcie się kilka metrów. Podczas kontroli granicznej okazało się, że w pojeździe znajdował się mężczyzna i kobieta, która bardzo słabo władała językiem niemieckim i coś tu się nie zgadzało. Następnie kierownik zmiany zauważył, że na tylnym siedzeniu coś leżało i kierujący pojazdem po zapytaniu co wiozą, zaczął się nerwowo zachowywać. Podczas dalszej kontroli, kierowca wyciągnął z kurtki dwa paszporty niemieckie i oznajmił, że należą do wnuków którzy śpią. Wtedy kontrolujący byli już pewni, że są to porwane dzieci. Kierownik zmiany kazał je pokazać, wtedy kierowca odparł, że dzieci są zmęczone i śpią, a daleka jest droga przed nimi. Dzieci leżały pod kocykiem. Było widać, że zostały zabrane wprost z placu zabaw bądź z podwórka. Miały umorusane rączki i buciki... Dzieci po przebudzeniu opowiadały, że zostały zabrane spod domu przez dziadków z Estonii. Ale nie wiedziały dokąd jadą. Paszporty miały oryginalne. W tym czasie Estończycy mogli otrzymywać niemieckie obywatelstwo na podstawie swojego pochodzenia. Dziadkowie wyrobili więc takie paszporty wnukom. Po sporządzeniu dokumentacji, całą czwórkę zabrała milicja[17].

Straż Graniczna:
- Lata 90. – 1. połowa, na przejściu granicznym Jakuszyce-Harrachov (drogowe) został zatrzymany wielbłąd. Jechał z cyrkiem. Były nieścisłości w jego dokumentach, więc nie został wpuszczony do Polski. Musiał poczekać jeden dzień w Harrachovie na dopełnienie formalności [18].

Opis zdarzenia z lat służby przez Elżbietę Kłosowską około 1995:
[...] Pies do wykrywania narkotyków Hatus  był bardzo dociekliwy. Gdy stała długa kolejka  samochodów, potrafił wszystkie obwąchać. Wskakiwał do bagażników, a raz chciał zjeść opony. Wyczuł coś w nich, okazało się, że pozostały w oponach woreczki. Pojechaliśmy specjalnie w nocy do wulkanizatora, by zdjąć opony, bo Hatus wszędzie czuł narkotyki. Nic jednak poza woreczkami nie znalazł w samochodzie. Gdy chłopcy odjechali już tym autem, on dalej szukał, tym razem w pobliżu miejsca, w którym stał samochód. I znalazł! Narkotyki zostały wyrzucone, leżały w śniegu.
- 1997 – na przejściu granicznym Jakuszyce-Harrachov (drogowe) została zatrzymana przez zmianę polską, Polka i Ukrainka, ponieważ miały fałszywe paszporty. Oficer dochodzeniowo–śledczy podczas przesłuchania zwrócił uwagę, że coś się nie zgadza. Miały fałszywe dokumenty, ale podczas przesłuchania zaczęły obciążać strażników granicznych i mówić o wykorzystaniu seksualnym. W dokumentach otrzymanych z przejścia granicznego nie było o tym mowy. Pomimo że osoby były przesłuchiwane osobno, mówiły dokładnie to samo (Gdyby kłamały ich opowieści by się różniły). Ponieważ chodziło o poważne nadużycia sprawa została przekazana do prokuratury[15]. Kontrolerzy zostali zawieszeni w czynnościach służbowych i skazani karnie[20].

Opis zdarzenia z lat służby przez Bolesława Raduchowskiego w 1997:
[...] Na przejściu w Jakuszycach pamiętam kierowcę TIR-a po napadzie – skuli mu lewą rękę do kierownicy, ale prawej nie, dzięki temu mógł kierować i zmieniać biegi. Inny ciekawy przypadek to 60-letni Niemiec w passacie. Kręcił się podejrzanie, od razu było widać, że coś z nim nie tak. Kontrolujący kazał mu otworzyć bagażnik. W środku 5 osób: rodzina rumuńska, trójka dzieci. Okazał się, że zabrał ją z zakola drogi pomiędzy Jakuszycami a Harrachovem. Musieliśmy być skrupulatni i dokładnie sprawdzać wszystkich, bo jeśli przepuściliśmy kogoś, kogo nie wolno było wypuścić z Polski bądź wpuścić do niej, potem mogły nas spotkać nieprzyjemności. Tak jak z powodu busa z siedmiorgiem pasażerów, który wjechał na granicę nad ranem. Kontroler wziął paszporty, ale nie sprawdził ich. Czesi widząc, że my przepuściliśmy, już niczego ani nikogo w busie nie kontrolowali. Potem, w ciągu dnia, dzwonią do nas z granicy czesko-austriackiej: wiecie kogo przepuściliście? Siedem Rosjanek na lewych dokumentach!... Kiedy indziej naszego funkcjonariusza ścisłe przestrzeganie procedury uchroniło od pewnej śmierci. Wraz z kolegą zatrzymali w nocy Czecha, a że wydał im się podejrzany, kazali mu wyjść z samochodu, skuli go, a następnie przeszukali samochód. Znaleźli bardzo dużą kwotę pieniędzy. Na dodatek facet był uzbrojony. Miał pistolet. Okazało się, że dokonał głośnego napadu na kantor w Pradze. Gdyby go natychmiast nie obezwładnili, pewnie by do nich strzelał...
- 2001 – 13–13 stycznia, podczas konkursu skoków narciarskich w Harrachovie (w Polsce wybuchła małyszomania). W pierwszy dzień zawodów z Polski odprawiono 26 tys. ludzi, a w drugi 22 tysiące (w normalny słoneczny weekend przejeżdżało przez Jakuszyce 7–9 tys. osób, a ruch rozłożony był na cały dzień). Zmiana nie otrzymała żadnego wzmocnienia. Policja miała jeden patrol samochodem Fiat 125p, który stał na stacji paliw Muellera. Kolejka sięgała leśniczówki w Jakuszycach. W następnych latach gdy Adam Małysz skakał w Harrachovie, kursowało wahadło autobusowe ze Szklarskiej Poręby, a obsada przejścia była wzmocniona. Odprawa była szybka, nikt się nie przeciskał bez kolejki. Dużej pomocy udzielała policja[22].

## Dowódcy/komendanci granicznej placówki kontrolnej
Dowódców i komendantów GPK podano za: Tadeusz Jarmoliński, Kontrola ruchu granicznego w Polsce w latach 1945–1990, s. 171.
- kpt./mjr Jan Winnik (1.04.1964[e]–31.03.1969[f])[23]
- ppłk Witold Łebkowski
- ppłk Piotr Kruk
- mjr Mirosław Jankowski

Komendanci GPK SG: 
- mjr SG Mirosław Jankowski[24].
- mjr SG Jan Czyżykiewicz[25] (1994–1997)[g][26]
- Janusz Perz (lata 90. XX w.)[14].